# MagNet Faktor Zrt.
A MagNet Faktor Zrt. Magyarország egyik jelentős faktoring szolgáltatója, a MagNet Bankcsoport tagjaként 2014 óta tevékenykedik. Korábban független szolgáltatóként nyújtotta finanszírozási megoldását. Managementje üzleti együttműködése egészen 2003-ig nyúlik vissza, és stabil, tapasztalt szakértői gárdája is közel 15 éve biztosítja a szolgáltatás kiemelkedő színvonalát.

## A MagNet Faktor története
- 2003:     Az alapítók együttműködése 2003-ban kezdődött, amely megalapozta a későbbi     közös vállalkozásokat.
- 2006:     A jelenlegi alapítók első közös faktoring cégének létrehozása, amely a későbbi sikerek előfutára volt.
- 2014:     Megkezdődött az együttműködés a MagNet Bankkal, amely során a faktoring üzletág integrálódott a bankba.
- 2018: A MagNet Faktor Zrt, mint önálló cég indulása, amely     azóta is folyamatosan fejlődik és bővül.
- 2019:     A cég elköteleződött a fenntarthatóság mellett, részt vett a MagNet     Tölgyes projektben, és zöld kezdeményezéseket támogatott.
- 2020:     A cég jelentős növekedést ért el, 2018-hoz képest 40%-kal bővült.
- 2021:     Bevezetésre került az AMBER (Automatikus Munkabérelőleg Rendszer), amely egyedülálló megoldást nyújt a     nagy foglalkoztatóknak és munkavállalóiknak.

## Szolgáltatási területek

### Faktoring szolgáltatások
A MagNet Faktor Zrt. fő profilja a faktoring, amelynek keretében a vállalkozások által kibocsátott, halasztott fizetési határidejű számlákat vásárolják meg, és jellemzően 24 órán belül megelőlegezik a számlák ellenértékét. HUF, EUR és USD devizákban nyújtanak finanszírozást. A szolgáltatás biztosítja a vállalkozások likviditását, mivel lehetővé teszi számukra a gyors hozzáférést a bevételeikhez. Így tehát a vállalkozások, a számlázást követően azonnal pénzhez juthatnak, amelyet szabadon felhasználhatnak működési költségek fedezésére, új megrendelések finanszírozására, vagy akár beruházásokra és fejlesztésekre.

### A faktoring sok esetben kedvezőbb pénzügyi eszköz lehet a hitelnél
- Még vagy már nem hitelképes vállalkozások is igénybe vehetik, de a meglévő hiteltermékeket is remekül kiegészíti
- Újonnan alakult cégek számára is elérhető, mert a faktorálás során a vevők pénzügyi adatait vizsgálja
- A konstrukció rendkívül gyorsan igénybe vehető, - akár néhány munkanap alatt pénzhez juthat a vállalkozás
- Rugalmas feltételeket biztosít, melyek igény szerint módosíthatóak a teljes együttműködés alatt
- Nem igényel fedezetet
- Kiegészíthető követelésbiztosítási szolgáltatással, ami a vevőpartnerek fizetésképtelenségekor nyújthat biztonságot.
- Elérhető visszakereset nélküli szerződés is, amikor a teljes nem fizetés kockázatát a MagNet Faktor vállalja, így nem szenved kárt a vállalkozás.

## Faktoring kalkulátor
A faktoring kalkulátor segítségével gyorsan és egyszerűen kiszámolhatjuk a faktoring költségeit. A teljes körű ajánlatot és egyedi feltételeket pedig a magnetfaktor.hu oldalon található űrlap kitöltésével kaphatja meg. 

## AMBER – Munkabérelőleg rendszer
Az AMBER egy innovatív munkabérelőleg rendszer, amely lehetőséget biztosít a vállalkozások munkavállalói számára, hogy hozzájussanak a már ledolgozott munkaidejük után járó munkabérükhöz, hóközben, tetszőleges alkalommal.  A rendszer egyszerűsíti a vállalkozások munkabérelőlegekkel kapcsolatos adminisztrációs folyamatait, ugyanis teljesen automatikus, nem igényel semmilyen plusz papírmunkát, valamint egyszerű, gyors és rugalmasságot nyújt, mert minden online zajlik: néhány kattintással, bármikor elérhető a weben, okoseszközökről.